# انجي ديكنسون
انجي ديكنسون (بالإنجليزية: Angie Dickinson)‏ مواليد 30 سبتمبر 1931 في داكوتا الشمالية، الولايات المتحدة، هي ممثلة أمريكية بدأت مسيرتها الفنية عام 1954. كما أنها من الفائزات بجائزة غولدن غلوب.

## وصلات خارجية
- أنجي ديكنسون على موقع IMDb (الإنجليزية)
- أنجي ديكنسون على موقع الموسوعة البريطانية (الإنجليزية)
- أنجي ديكنسون على موقع روتن توميتوز (الإنجليزية)
- أنجي ديكنسون على موقع ألو سيني (الفرنسية)
- أنجي ديكنسون على موقع ميوزك برينز (الإنجليزية)
- أنجي ديكنسون على موقع تيرنر كلاسيك موفيز (الإنجليزية)
- أنجي ديكنسون على موقع أول موفي (الإنجليزية)
- أنجي ديكنسون على موقع قاعدة بيانات برودواي على الإنترنت (الإنجليزية)
- أنجي ديكنسون على موقع قاعدة بيانات الأفلام السويدية (السويدية)
- أنجي ديكنسون على موقع إن إن دي بي (الإنجليزية)